# أليكساندر دوارتي سيلفا
أليكساندر دوارتي سيلفا (7 نوفمبر 1983 بساو باولو في البرازيل - ) هو لاعب كرة قدم برازيلي في مركز الدفاع.

## وصلات خارجية
- أليكساندر دوارتي سيلفا على موقع قاعدة بيانات كرة القدم.إي يو (الإنجليزية)
- أليكساندر دوارتي سيلفا على موقع Soccerway.com (الإنجليزية)